# Centro Sportivo Saini
Il centro sportivo Saini è un centro sportivo polifunzionale di Milano attualmente chiuso per ristrutturazione.

## Descrizione
Il centro si estende per 160 000 m² all'interno del parco Forlanini nel Municipio 3 in via Arcangelo Corelli 136; venne costruito nel 1975 ed è l'impianto comunale più grande della città.
Vi gioca qui le proprie partite casalinghe l'Ares Milano di baseball (Serie A-2). La FIN Lombardia vi svolge le gare di nuoto sincronizzato e partite di pallanuoto.
Il centro ospita un largo ventaglio di attività: atletica, rugby, tennis, sci di fondo, tiro con l'arco, rollerblade, nuoto, pallacanestro, ginnastica, pallavolo e beach volley, hockey su prato, tuffi, subacquea, baseball e softball, calcio e calcetto, ginnastica in acqua, arti marziali, scherma e football americano.
Durante il periodo estivo il centro si trasforma in un centro balneare. Il centro è raggiungibile grazie alla linea di autobus urbani nº 38.
Il centro, precedentemente gestito da Milano Sport, è stato assegnato dal Comune di Milano alla Università Statale di Milano che vi insedierà la Facoltà di Scienze Motorie. I lavori di ristrutturazione sono stati avviati a gennaio 2025 e durerranno due anni. Nel frattempo il Centro è chiuso.